# Parco
Parco (パルコ, paruko) est une chaîne de grands magasins situés principalement au Japon. Le premier magasin a été créé à Tokyo le 13 février 1953 et depuis, la société a ouvert des magasins dans de nombreuses villes du Japon.

## Source de la traduction
- (en) Cet article est partiellement ou en totalité issu de l’article de Wikipédia en anglais intitulé « Parco (retailer) » (voir la liste des auteurs).

1. ↑  « IR情報アーカイブ _ 株式会社パルコ »
2. 1 2 3 4  « http://www.parco.co.jp/group/en/pdf/file_110413.pdf »

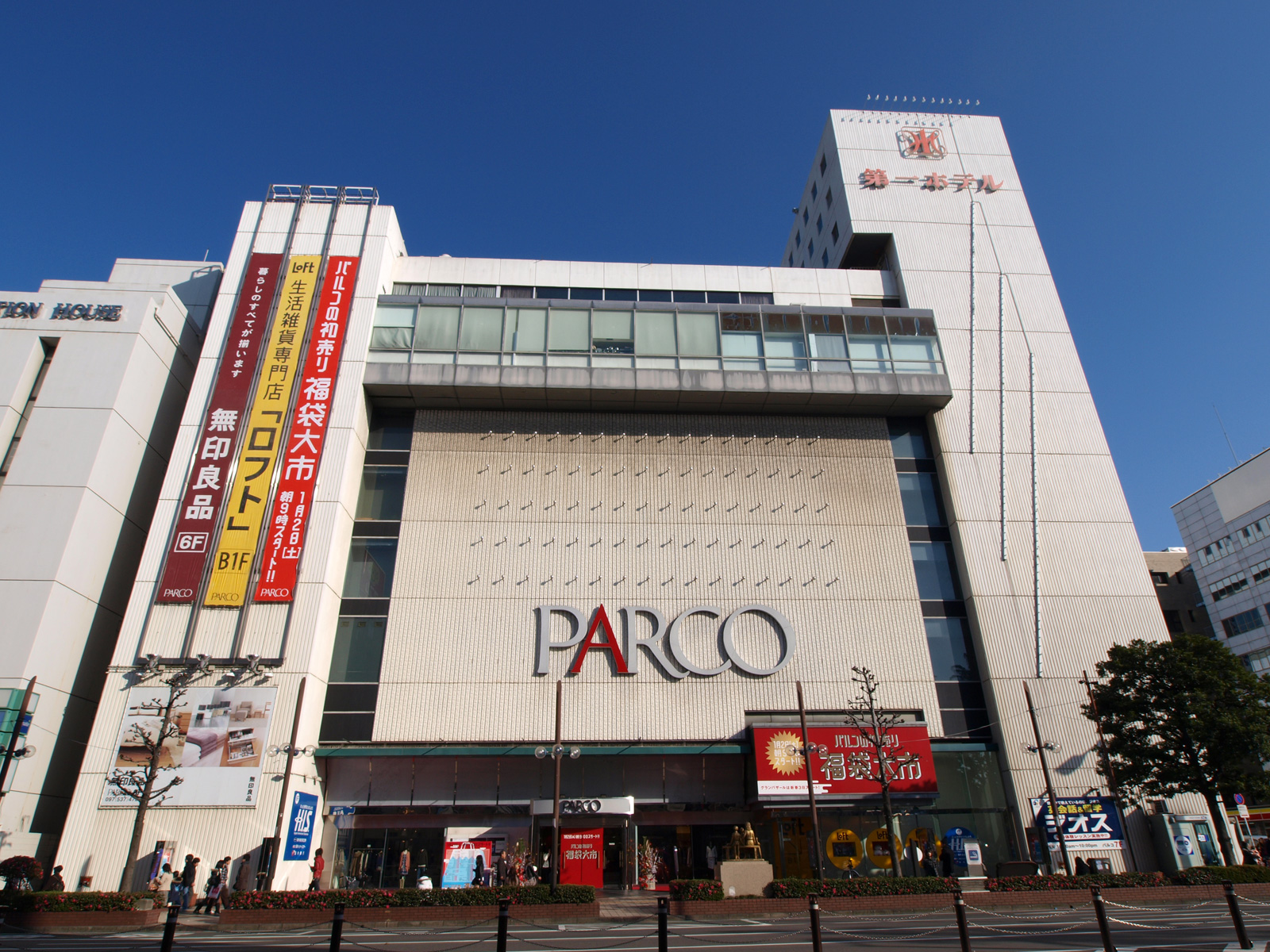
Oita Parco